# Charlie Daniels
Charles Edward «Charlie» Daniels (Leland, Carolina del Norte; 28 de octubre de 1936 - Hermitage, Tennessee; 6 de julio de 2020) fue un músico estadounidense conocido por su música country y rock sureño.
En su infancia, Daniels cantó en los servicios religiosos de la iglesia evangélica. Con la agrupación The Charlie Daniels Band produjo exitosos sencillos como «The Devil Went Down to Georgia», «Uneasy Rider», «The South's Gonna Do It Again», «In America» y «Still in Saigon», todos figurando en las listas de éxitos de su país. Fue el organizador del Volunteer Jam, un importante evento anual celebrado en las inmediaciones de Nashville, Tennessee. Su estilo y música sirvieron como influencia para varios cantantes de soul y blues como Nat King Cole, Chuck Berry, Elmore James y Elvis Presley. Durante su carrera fue incluido en el Salón de la Fama de Cheyenne Frontier Days en 2002, en el Grand Ole Opry en 2008, en el Museo y Salón de la Fama de los Músicos en 2009 y en el Museo y Salón de la Fama del Country en 2016.
Aquejado por varios problemas de salud desde comienzos de la década de 2000, Daniels murió el 6 de julio de 2020 de un accidente cerebrovascular a los ochenta y tres años en la localidad de Hermitage, Tenneessee.

## Primeros años
Daniels nació el 28 de octubre de 1936 en Wilmington, Carolina del Norte y se crio en el seno de una familia musical que escuchaba desde gospel pentecostal y bluegrass hasta rhythm & blues y country. En su adolescencia se mudó al pequeño pueblo de Gulf, en el condado de Chatham, Carolina del Norte. Se graduó de la escuela secundaria en 1955 y con habilidades en la guitarra, el violín, el banjo y la mandolina, formó una banda de rock 'n' roll y salió de gira.

## Carrera

### Inicios

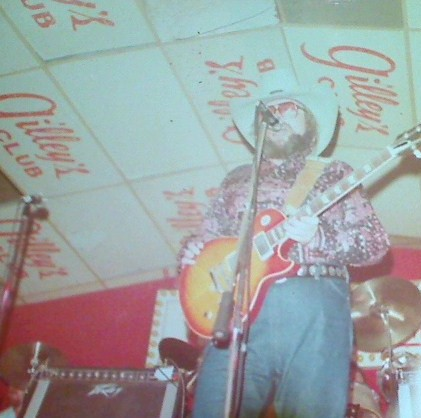
Daniels en 1979

En 1964 coescribió «It Hurts Me» (canción que Elvis Presley terminó grabando) con su amigo, el productor Bob Johnston. Trabajó como músico de sesión en Nashville, a menudo para Johnston, incluyendo el tocar la guitarra y el bajo eléctrico en tres álbumes de Bob Dylan durante 1969 y 1970, y en algunas grabaciones de Leonard Cohen. Grabó su primer álbum en solitario, Charlie Daniels, en 1971 luego de producir el álbum Elephant Mountain de la banda The Youngbloods.
Su primer éxito, la canción «Uneasy Rider» de su tercer álbum de 1973 Honey in the Rock, alcanzó la novena posición en la lista de éxitos Billboard Hot 100. Durante este período tocó el violín en algunos álbumes de la Marshall Tucker Band como A New Life, Where We All Belong, Searchin' For a Rainbow, Long Hard Ride y Carolina Dreams. Se le puede escuchar en la versión en vivo del álbum Where We All Belong, grabado en Milwaukee el 31 de julio de 1974. Ese mismo año organizó el primero de una serie de conciertos llamados Volunteer Jam en los alrededores de Nashville, donde a menudo tocaba con miembros de la agrupación Barefoot Jerry. Excepto por un intervalo de tres años a finales de los años 1980, el evento siguió realizándose de manera regular. En 1975 logró un nuevo éxito en las listas con la canción alegórica «The South's Gonna Do It Again». Ese año tocó el violín en el álbum de 1975 Hank Williams Jr. and Friends.

### Popularidad
Daniels ganó el premio Grammy a la mejor interpretación vocal en 1979 por «The Devil Went Down to Georgia», canción que alcanzó la tercera posición en la lista Billboard Hot 100. La canción se convirtió en un gran éxito en las emisoras de radio de rock tras su inclusión en la banda sonora de la exitosa película Urban Cowboy de 1980, en la que el músico hizo una breve aparición.  Una versión heavy metal del tema se incluyó en el videojuego Guitar Hero III: Legends of Rock en la batalla final contra el último jefe (Lou, el diablo). Daniels ha declarado abiertamente su oposición a la versión en heavy metal de su canción y al uso de la imagen del demonio en relación con su obra.
En 1993 se asoció con el violinista Mark O'Connor para grabar una secuela del sencillo de Daniels de 1979 «The Devil Went Down To Georgia», titulado «The Devil Came Back To Georgia». Daniels tocó el violín junto a O'Connor, mientras Johnny Cash, Marty Stuart y Travis Tritt aportaron la voz. La canción fue incluida en el álbum de O'Connor, Heroes.
Éxitos posteriores de Daniels incluyeron «In America» (número 11 en 1980), «The Legend of Wooley Swamp» (número 31 en 1980) y «Still in Saigon» (número 22 en 1982). En 1980, el músico participó en el álbum conceptual de música country, The Legend of Jesse James. A finales de los años 1980 y 1990, varios álbumes y sencillos de Daniels figuraron en las listas de éxitos y lograron continua rotación en las emisoras estadounidenses.

### SigloXXI

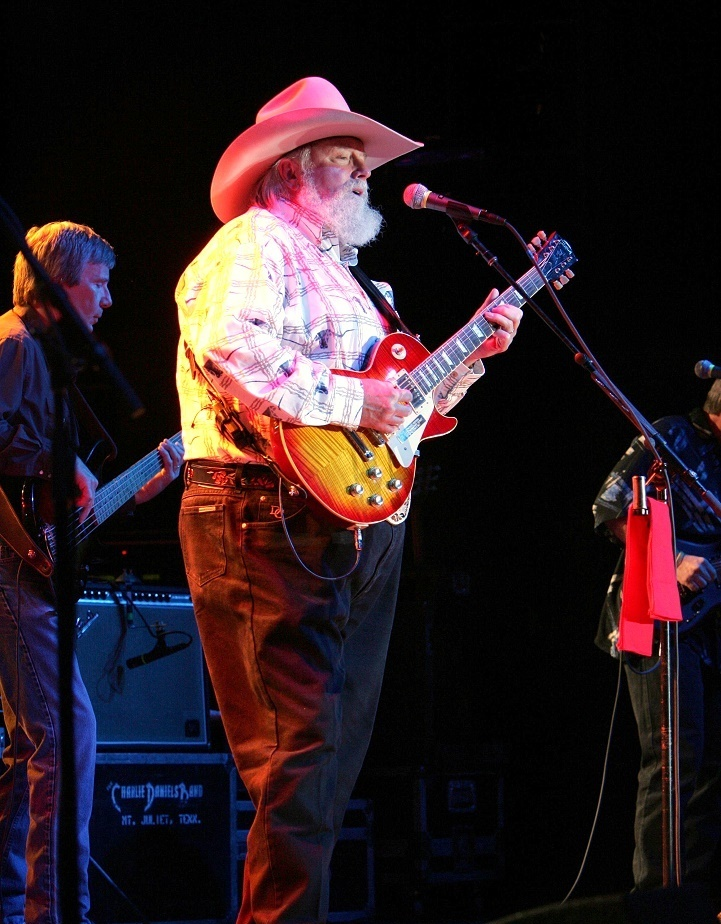
Daniels en concierto en 2006

En el año 2000, Daniels compuso e interpretó la banda sonora del largometraje Across the Line, protagonizado por Brad Johnson. La carrera del músico fue reconocida el 18 de octubre de 2005 en la 53.ª edición de los premios Broadcast Music, Inc. A lo largo de su carrera ha ganado 6 premios BMI Country, el primer premio de ellos en 1976 por «The South's Gonna Do It Again».
Daniels se mudó a Mount Juliet, Tennessee, ciudad donde un parque fue nombrado en su honor, y continuó haciendo giras regularmente. En octubre de 2016 se convirtió oficialmente en miembro del Salón de la Fama de la Música Country. En marzo de 2017 la editorial HarperCollins anunció que la biografía del músico, titulada Never Look at the Empty Seats, se publicaría el 24 de octubre de ese año.
El 26 de octubre de 2018 Daniels lanzó un nuevo proyecto con una banda llamada Beau Weevils, junto con el bajista Charlie Hayward, el baterista James Stroud y Billy Crain en la guitarra. El álbum debut de la nueva banda se tituló Songs in the Key of E. El mismo año publicó un libro de citas e historias inspiradoras diarias titulado Let's All Make The Day Count a través de la editorial HarperCollins.

## Plano personal

### Opinión política
La opinión política pública de Daniels ha sido variada e idiosincrática, apoyando en sus últimos años a la ideología de derecha. En su canción «Uneasy Rider» se describe como un chico de campo en el movimiento de la contracultura atrapado en una discusión con seguidores de la derecha política en un bar de campesinos. En «The South's Gonna Do It Again» incluyó un mensaje sobre la identidad cultural sureña dentro del movimiento conocido como rock sureño. Daniels fue uno de los primeros partidarios de la candidatura presidencial de Jimmy Carter y se presentó en su inauguración en enero de 1977.

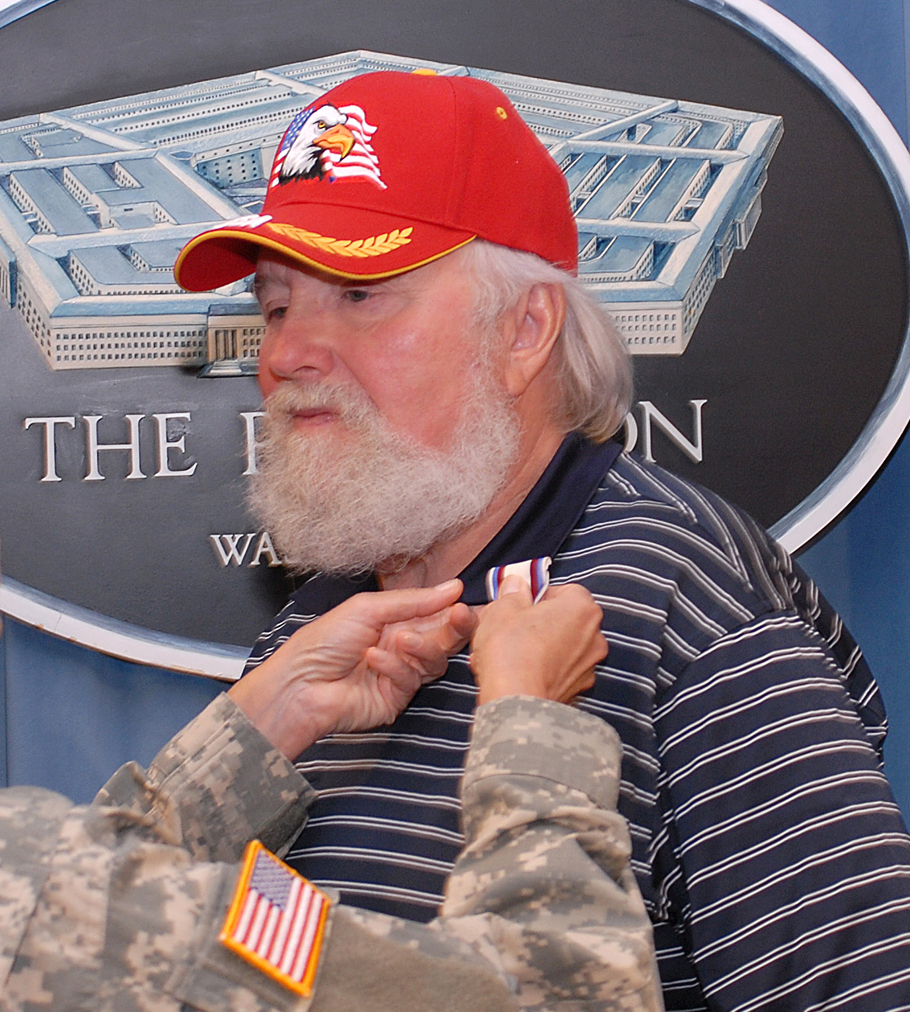
Daniels recibiendo la Medalla de la Oficina del Secretario de Defensa por su servicio público excepcional durante una visita al Pentágono

«In America» fue una reacción a la crisis de los rehenes de Irán de 1979 y a la problemática economía americana de finales de los años 1970. La canción experimentó un renacimiento en 2001 después de los ataques del 11 de septiembre, apareciendo en Internet con el nombre de «F*** Bin Laden».
En 2003 Daniels publicó una Carta Abierta en defensa de la política del presidente George W. Bush en Irak. Su libro de 2003 Ain't No Rag: Freedom, Family, and the Flag contiene esta carta así como muchas otras declaraciones personales. Durante la campaña presidencial de 2004, Daniels dijo que, al no haber servido nunca en el ejército, no tenía derecho a criticar la hoja de servicios de John Kerry, pero que éste debería permitir la publicación de su hoja de servicios militares oficiales para establecer la verdad o la falsedad de las acusaciones del grupo político Swift Vets and POWs for Truth.
El 27 de marzo de 2009, Daniels criticó a la Administración de Barack Obama por «cambiar el nombre de la Guerra contra el Terrorismo por el de "Operación de Contingencia en el Extranjero"» y referirse al terrorismo como «un desastre causado por el hombre».
En repetidas ocasiones ha manifestado su desacuerdo contra el aborto. En la página oficial de The Charlie Daniels Band afirmó: «Algunos dicen que un feto es sólo un trozo de carne y por lo tanto no es un bebé o un ser humano y que es perfectamente moral y ético deshacerse de él como si fuera basura... Creo que toda vida humana es sagrada, ya sea un anciano curtido como yo, o un feto recién concebido en el cuerpo de una joven madre».
En 2019 arremetió contra el gobernador de Nueva York, Andrew Cuomo, por haber firmado la Ley de Salud Reproductiva, que legalizó el aborto hasta el nacimiento en algunas circunstancias, tuiteando: «Mira cómo se alargan las arrugas del rostro de Cuomo a medida que las ramificaciones de los miles de asesinatos que ha sancionado llegan a afectarlo. La legislatura de Nueva York ha creado un nuevo Auschwitz dedicado a la ejecución de todo un segmento de ciudadanos indefensos. Satanás está sonriendo».

### Relaciones, aficiones y problemas de salud
Se casó con su esposa Hazel el 20 de septiembre de 1964. Juntos tuvieron un hijo, Charlie Daniels, Jr. Un ávido fanático de los deportes de la Universidad de Tennessee, Daniels practicaba la caza, la pesca, el motociclismo y otras actividades al aire libre. Fue miembro de la Asociación Nacional del Rifle (NRA) y apareció en algunos de sus vídeos promocionales.
Sufrió una importante lesión en el brazo el 30 de enero de 1980 mientras cavaba agujeros para postes de cercas en su granja cerca de Mount Juliet, donde vivía en ese momento. Sufrió tres roturas completas en su brazo derecho y dos dedos rotos cuando la manga de su camisa se enganchó en un taladro giratorio. La lesión requirió cirugía y lo alejó de los escenarios durante cuatro meses.
Daniels tuvo un tratamiento exitoso de cáncer de próstata en 2001. El 15 de enero de 2010 fue llevado al hospital después de sufrir un derrame cerebral en Colorado. Se recuperó y fue dado de alta dos días después. Durante una visita médica el 25 de marzo de 2013, Daniels fue diagnosticado con un caso leve de neumonía e ingresó en un hospital de Nashville para una serie de pruebas de rutina, que revelaron que requería un marcapasos para regular su ritmo cardíaco. Tras la operación, fue dado de alta del hospital a los pocos días.

### Fallecimiento
Daniels murió el 6 de julio de 2020 a causa de un derrame cerebral hemorrágico a los ochenta y tres años en el Centro Médico Summit de Nashville.

## Discografía
| Año  | Álbum                                                    | Posición en las listas | Posición en las listas | Posición en las listas | Posición en las listas | Certificación (es) | Certificación (es) |
| Año  | Álbum                                                    | EE. UU. Country        | EE. UU.                | CAN Country            | CAN                    | RIAA               | CRIA               |
| ---- | -------------------------------------------------------- | ---------------------- | ---------------------- | ---------------------- | ---------------------- | ------------------ | ------------------ |
| 1971 | Charlie Daniels                                          | —                      | —                      | —                      | —                      | —                  | —                  |
| 1972 | John, Grease and Wolfman                                 | —                      | —                      | —                      | —                      | —                  | —                  |
| 1973 | Honey in the Rock                                        | —                      | 164                    | —                      | —                      | —                  | —                  |
| 1974 | Way Down Yonder                                          | —                      | —                      | —                      | —                      | —                  | —                  |
| 1974 | Fire on the Mountain                                     | —                      | 38                     | —                      | 51                     | Platino            | —                  |
| 1975 | Nightrider                                               | 27                     | 57                     | —                      | —                      | —                  | —                  |
| 1976 | Saddle Tramp                                             | 7                      | 35                     | —                      | 52                     | Oro                | —                  |
| 1976 | High Lonesome                                            | 17                     | 83                     | —                      | —                      | —                  | —                  |
| 1977 | Whiskey                                                  | —                      | —                      | —                      | —                      | —                  | —                  |
| 1977 | Midnight Wind                                            | 42                     | 105                    | —                      | —                      | Oro                | —                  |
| 1979 | Million Mile Reflections                                 | 1                      | 5                      | 2                      | 9                      | 3× multiplatino    | Platino            |
| 1980 | Full Moon                                                | 5                      | 11                     | 9                      | 40                     | Platino            | —                  |
| 1982 | Windows                                                  | 7                      | 26                     | —                      | —                      | Oro                | —                  |
| 1985 | Me and the Boys                                          | 27                     | —                      | —                      | —                      | —                  | —                  |
| 1987 | Powder Keg                                               | —                      | —                      | —                      | —                      | —                  | —                  |
| 1988 | Homesick Heroes                                          | 16                     | 181                    | —                      | —                      | —                  | —                  |
| 1989 | Simple Man                                               | 2                      | 82                     | —                      | —                      | Platino            | —                  |
| 1991 | Renegade                                                 | 25                     | 139                    | —                      | —                      | —                  | —                  |
| 1993 | The Devil Went Down to Georgia                           | —                      | —                      | —                      | —                      | —                  | —                  |
| 1993 | America, I Believe in You                                | 75                     | —                      | —                      | —                      | —                  | —                  |
| 1994 | The Door                                                 | —                      | —                      | —                      | —                      | —                  | —                  |
| 1995 | Same Ol' Me                                              | —                      | —                      | —                      | —                      | —                  | —                  |
| 1996 | Steel Witness                                            | —                      | —                      | —                      | —                      | —                  | —                  |
| 1997 | Blues Hat                                                | —                      | —                      | —                      | —                      | —                  | —                  |
| 1997 | By the Light of the Moon                                 | —                      | —                      | —                      | —                      | —                  | —                  |
| 1999 | Tailgate Party                                           | —                      | —                      | —                      | —                      | —                  | —                  |
| 2000 | Road Dogs                                                | —                      | —                      | —                      | —                      | —                  | —                  |
| 2001 | How Sweet the Sound: 25 Favorite Hymns and Gospel Greats | 40                     | —                      | —                      | —                      | —                  | —                  |
| 2002 | Redneck Fiddlin' Man                                     | 40                     | —                      | —                      | —                      | —                  | —                  |
| 2005 | Songs from the Longleaf Pines                            | —                      | —                      | —                      | —                      | —                  | —                  |
| 2007 | Deuces                                                   | 67                     | —                      | —                      | —                      | —                  | —                  |
| 2010 | Land That I Love                                         | 68                     | —                      | —                      | —                      | —                  | —                  |

## Filmografía
- Heartworn Highways (1976) ... él mismo
- Murder in Music City (1979) ... él mismo
- Urban Cowboy (1980) ... él mismo
- Saturday Night Live (1982) ... él mismo
- The Fall Guy (1983) ... él mismo
- The Lone Star Kid (1985) ... Vernon Matthews
- Murder, She Wrote (1987) ... Stoney Carmichael
- Charlie Daniels' Talent Roundup (1994) ... él mismo
- King of the Hill (2000) ... él mismo
- 18 Wheels of Justice (2000) ... Frank Schooler
- The Legend Lives On: A Tribute to Bill Monroe (2003) ... él mismo
- Fox NFL Sunday (2005) - Super Bowl XXXIX Pregame Show ... él mismo
- Veggietales (2005) ... él mismo
- Dinner: Impossible (2008) ... él mismo
- Poliwood (2009) ... él mismo
- A Twin Pines Christmas (2009) ... él mismo
- Sweet Home Alabama: The Southern Rock Saga (2012) ... él mismo
- IRON WILL: Veterans Battle With PTSD (2016) ... él mismo
- Floating Horses: The Life of Casey Tibbs (2017) ... él mismo